# Rengarda Malatesta
Pour les articles homonymes, voir Malatesta.
Rengarda Malatesta (Rimini, v. 1380 - Urbino, 26 septembre 1423) était une comtesse italienne.
On a donné à Rengarda le prénom de sa demi-sœur aînée, mariée à Masio de Pietramala, qui mourut en 1364.

## Biographie
Née vers 1380, Rengarda était la fille de Galeotto Malatesta, seigneur de Rimini et de Gentille, fille de Rodolfo da Varano, seigneur de Camerino. Très tôt orpheline de père et de mère, elle fut placée sous la garde de son frère aîné Carlo, seigneur de Rimini, de Fano, de Cesena et de Fossombrone.
En 1392, après la paix conclue entre les familles rivales des Malatesta et Montefeltro, Rengarda fut fiancée à Guidantonio da Montefeltro, suivant un contrat conclu entre son frère Carlo et Antonio da Montefeltro, le père du fiancé. Le mariage ne produisit pas d'enfants, mais la comtesse éleva avec soin les nombreux enfants légitimés de son mari, parmi lesquels Aura, qui a épousé Bernardino Ubaldini et Agnese, qui a épousé Guidantonio Manfredi (it), seigneur de Faenza.
De santé fragile, Rengarda mourut de la peste le 26 septembre 1423. Elle a été enterrée dans l'église San Francesco d'Urbino.

## Sources
- (it) Cet article est partiellement ou en totalité issu de l’article de Wikipédia en italien intitulé « Rengarda Malatesta » (voir la liste des auteurs).